# Dubkí (Tambov)
|  | Per a altres significats, vegeu «Dubkí». |

Dubkí (en rus: Дубки) és un poble (un possiólok) de l'óblast de Tambov, a Rússia, segons el cens del 2010 tenia un habitant.